# Västra och Östra Hisings, Askims och Sävedals domsagas valkrets
Västra och Östra Hisings, Askims och Sävedals domsagas valkrets var en egen valkrets med ett mandat vid riksdagsvalen till andra kammaren 1872–1881. Valkretsen, som omfattade Västra och Östra Hisings samt Askims och Sävedals härader, delades i valet 1884 i Askims och Sävedals häraders valkrets och Västra och Östra Hisings häraders valkrets.

## Riksdagsman
- Jöns Rundbäck, lmp (1873–1884)